# Вільгельм Мюллер

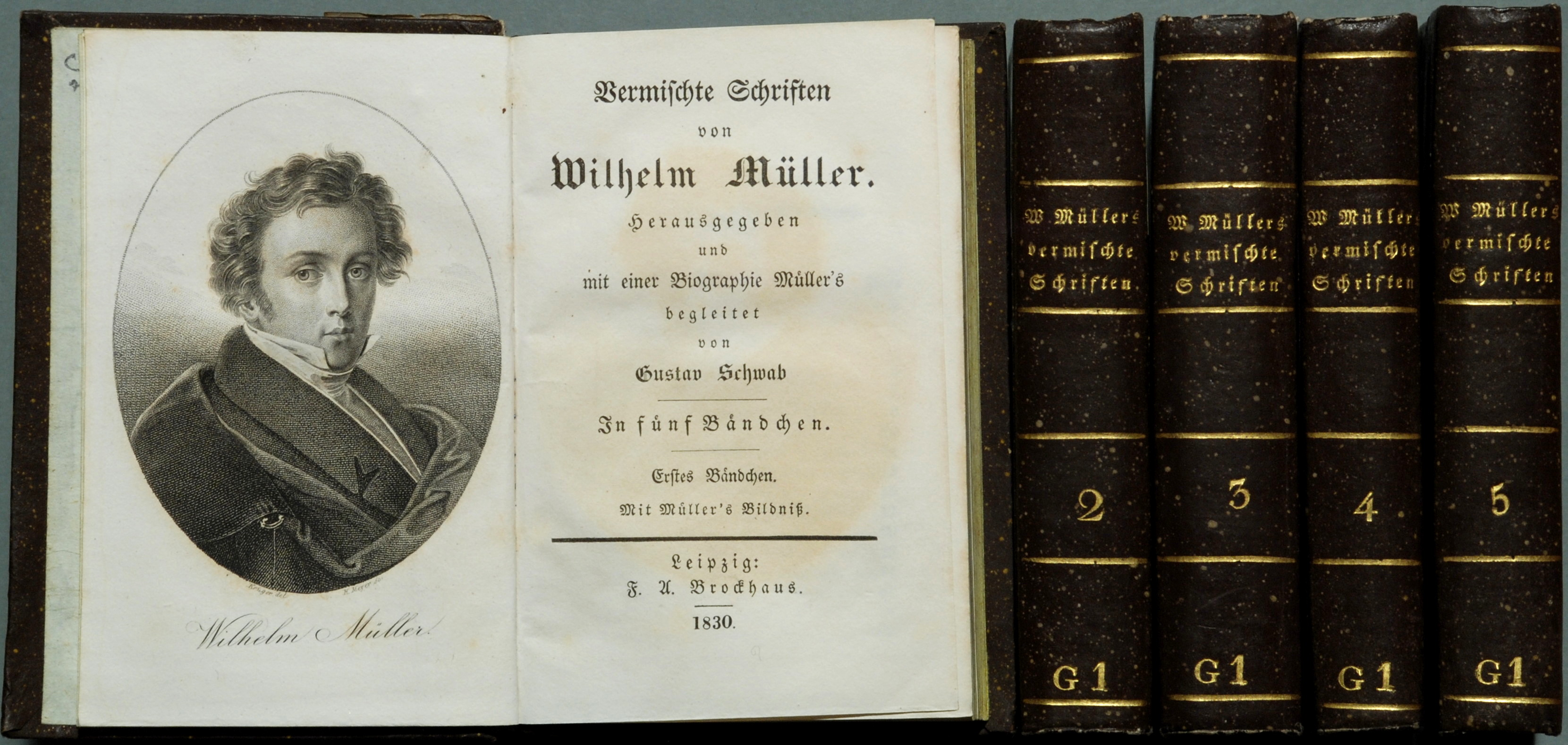
Видання 1830 року

Вільгельм Мюллер (нім. Wilhelm Müller; 7 жовтня 1794, Дессау — 30 вересня 1827, там само) — німецький поет-романтик, відомий перш за все як автор слів до вокальних циклів Франца Шуберта.
Його твори: «Rom, Römer und Römerinnen» (1820), «Gedichte aus den hinterlassenen Papieren eines reisenden Waldhornisten» (1827; 4 вид. під заголовком «Gedichte», 1858; знову видані його сином у 1868), «Lieder der Griechen» (1844); переклади — «Neugriechische Volkslieder» та «Lyrische Reisen und epigrammatische Spaziergänge».
Його вірші відрізняються життєрадісністю, свіжістю вражень, пластичністю зображень та мелодійністю мови. Найбільш відомі його вірші, що були покладені на музику Шуберта — вокальні цикли «Красуня млинарка» («Müllerlieder») та «Зимова подорож» («Winterreise»).
У «Homerische Vorschule» (2 dbд., 1836) Мюллер примикає до ідей Фрідріха Августа Вольфа. «Vermischte Schriften» Мюллера видані в 1830 р.
Батько лінгвіста Макса Мюллера.